# Susanne Graf
Susanne Graf ( Berlín, 15 de agosto de 1992) es una política alemana y miembro del Partido Pirata de Berlín, rama estatal del Partido Pirata de Alemania. En las elecciones estatales de Berlín de 2011 fue elegida diputada al Abgeordnetenhaus de Berlín.

## Biografía
Sussane fue a una escuela secundaria ("Berufliches Gymnasium") en Mühlhausen, que combinaba la enseñanza regular con un aprendizaje para una profesión técnica (véase el sistema de educación dual). En el verano de 2011 Graf se graduó con un diploma de escuela secundaria y completó un aprendizaje de tecnología de la información. Después fue aceptada en la Hochschule für Technik und Wirtschaft para estudiar economía matemática. Fue miembro del Chaos Computer Club.
Entró en contacto con el Partido Pirata a la edad de 16 años cuando estaba haciendo una investigación para el periódico de su escuela. Posteriormente se unió al partido en 2009 y se convirtió en vicepresidenta de los Junge Piraten, la organización juvenil del partido. En 2011 se convirtió en una de las candidatas del Partido Pirata para las elecciones estatales de Berlín de 2011 y fue elegida diputada del Parlamento en estos comicios.
Perdió su escaño tras las Elecciones estatales de Berlín de 2016.